# Конха

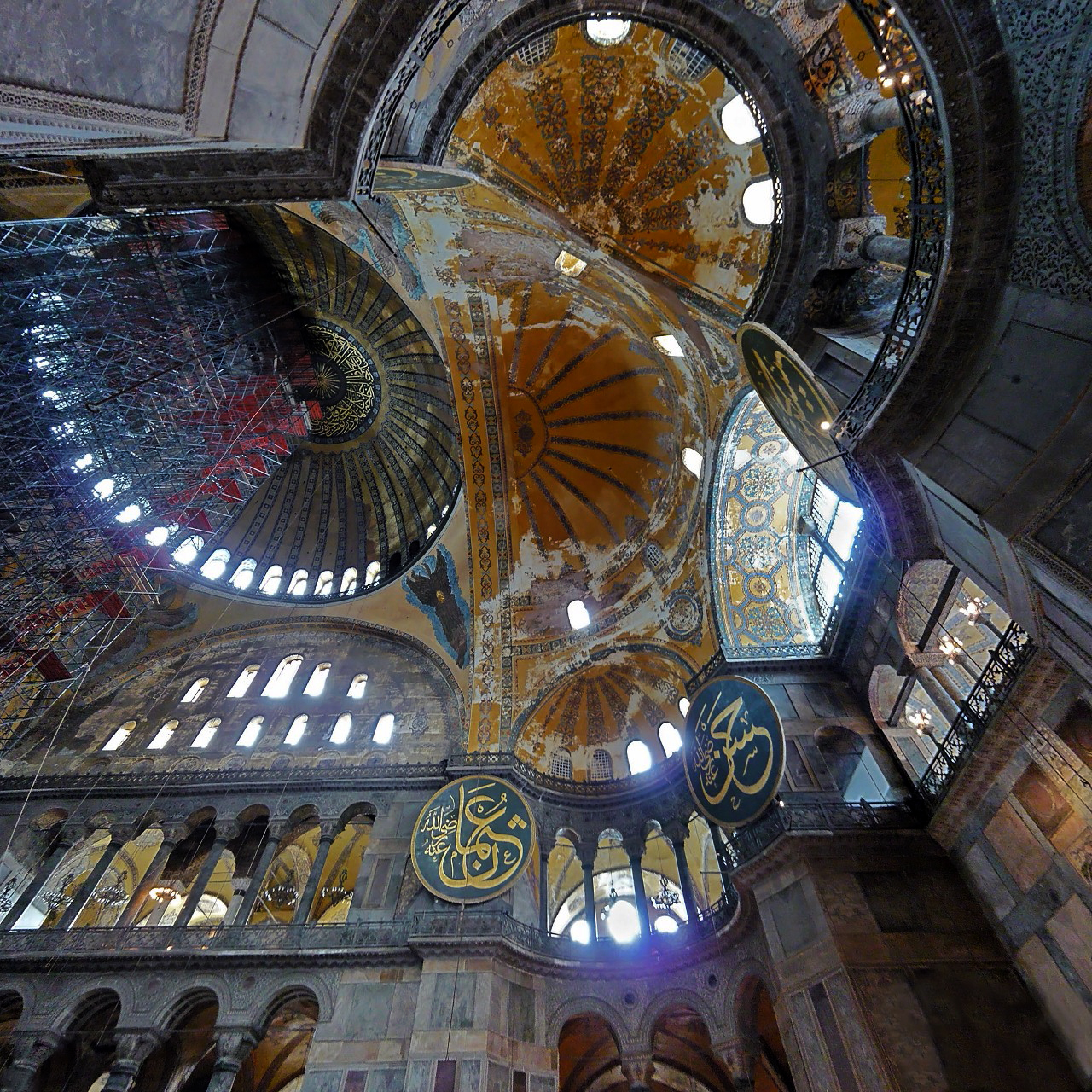
Купол и конхи в Соборе Святой Софии в Константинополе

Ко́нха (от греч. κόγχη — раковина) — элемент храмовой архитектуры, получивший особое распространение в Византии и представляющий собой перекрытие в форме полукупола над полуцилиндрическими частями зданий, такими как апсида или ниша.
Первоначально конхи начали использовать как перекрытие экседр в Древней Греции; особенно популярны они стали в архитектуре Древнего Рима. Раннехристианское искусство переняло использование конх как одной из самых распространённых архитектурных форм. Сначала она использовалась лишь в апсидах, а потом, как в храме Святой Софии в Константинополе, стала применяться не только в восточной части храма, важной с литургической точки зрения.
В храмах, построенных в древней Византии, а также в России в конце XIX — начале XX веков (неовизантийский стиль), конхи, как правило, играли роль малых куполов, как бы подпирающих объём центрального купола. Их барабаны выступают из здания в виде апсид. Снизу конхи, как правило, поддерживались притворами к зданию храма. Чаще всего вокруг центрального купола у храмов византийского стиля расположены четыре конхи, и подобный храм именуют тетраконхом. Барабаны конх часто опоясывает аркатура, как и у основного барабана.

## Галерея

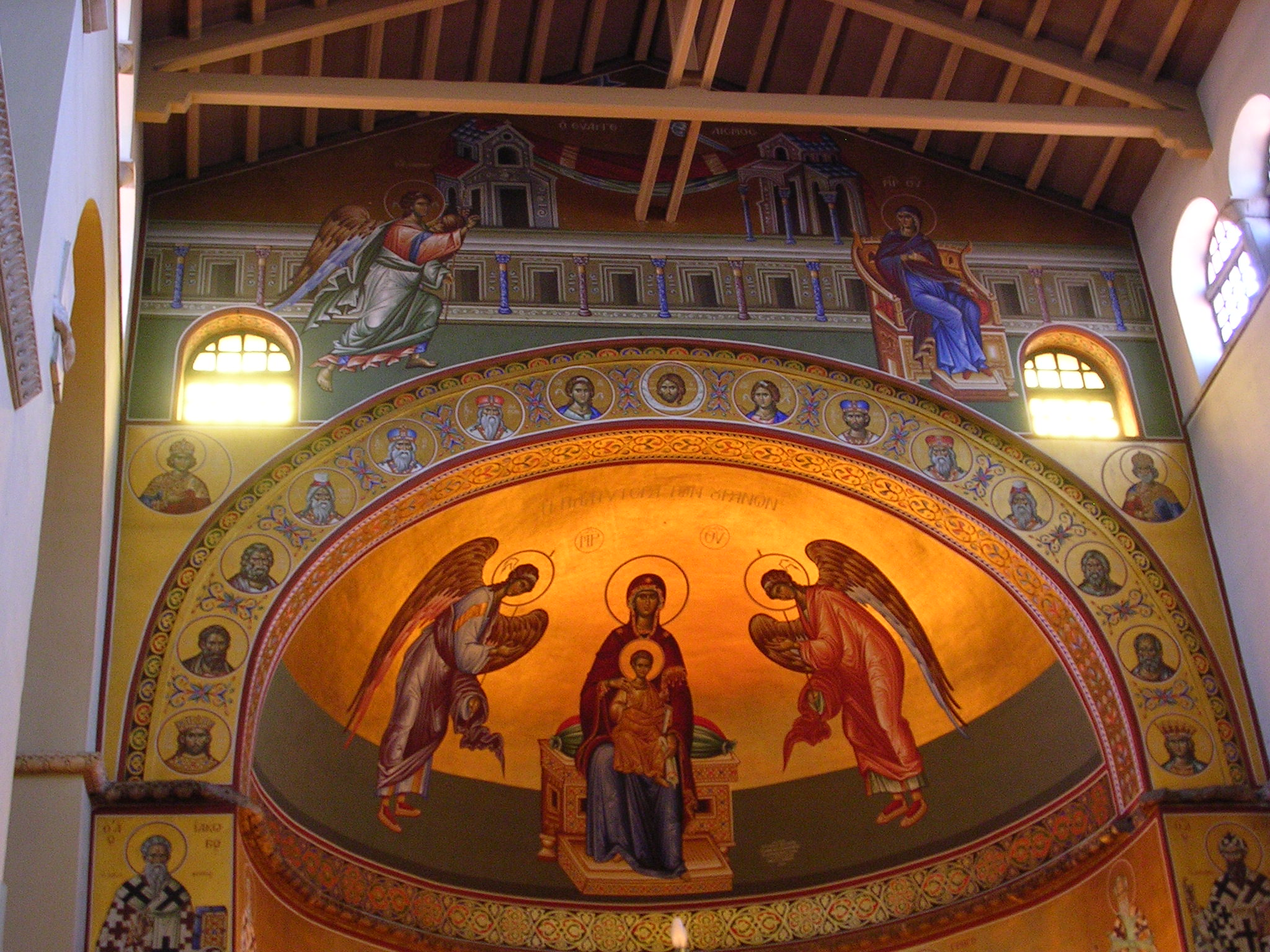
Конха в апсиде базилики Святого Димитрия в Салониках
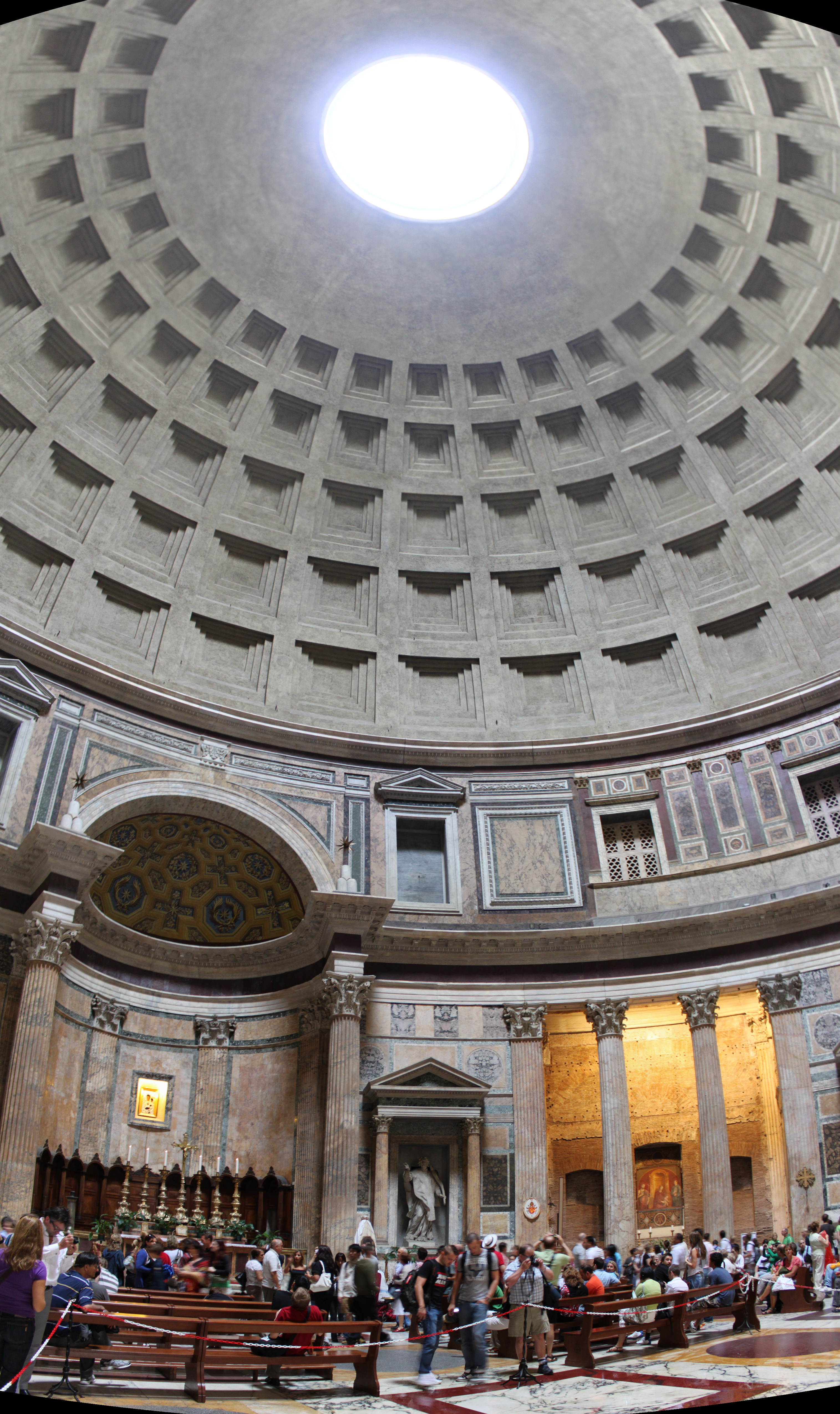
Экседра (слева) Пантеона в Риме
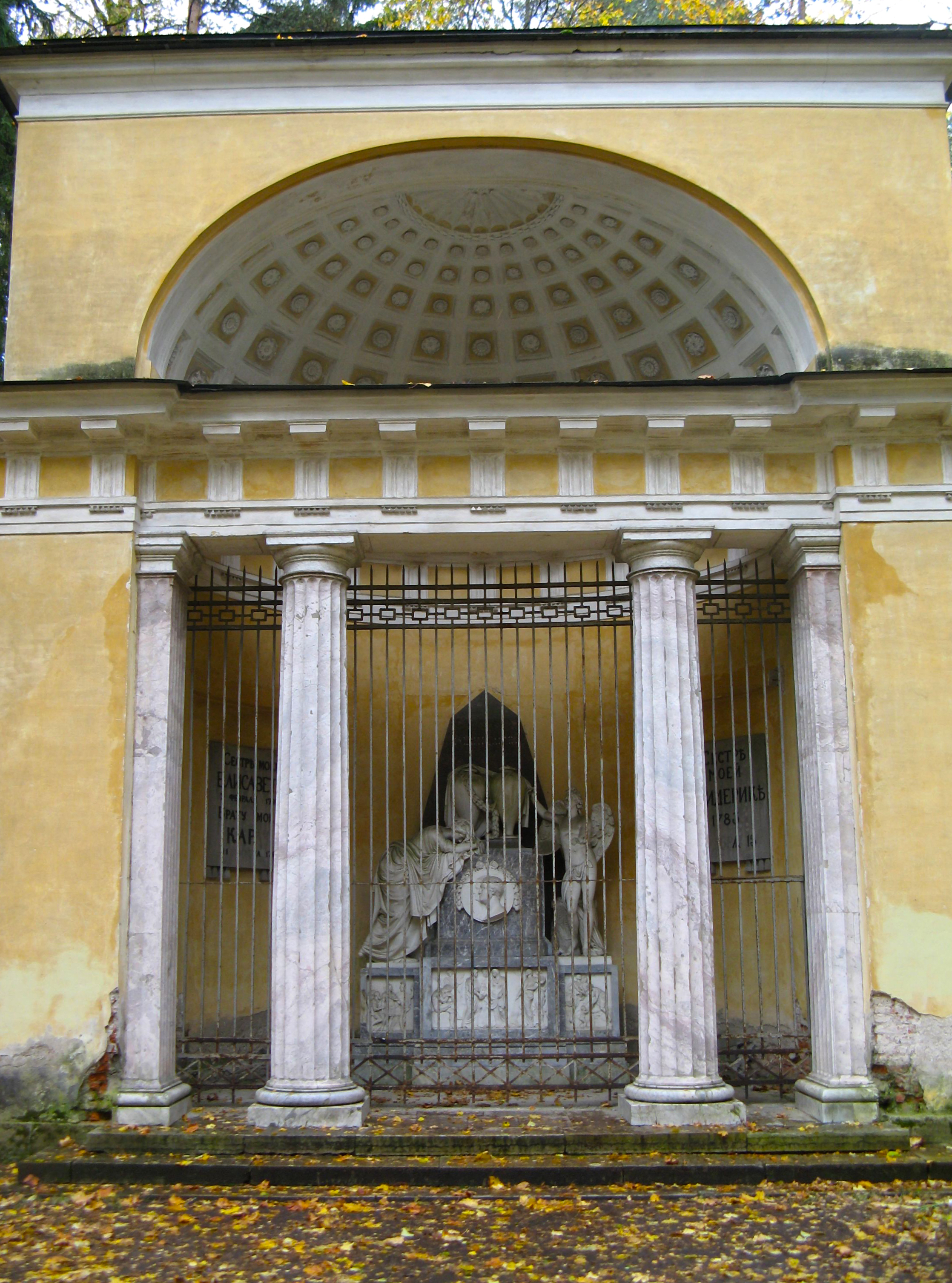
Памятник любезным родителям в парке Павловска. 1786-1787. Архитектор Ч. Камерон
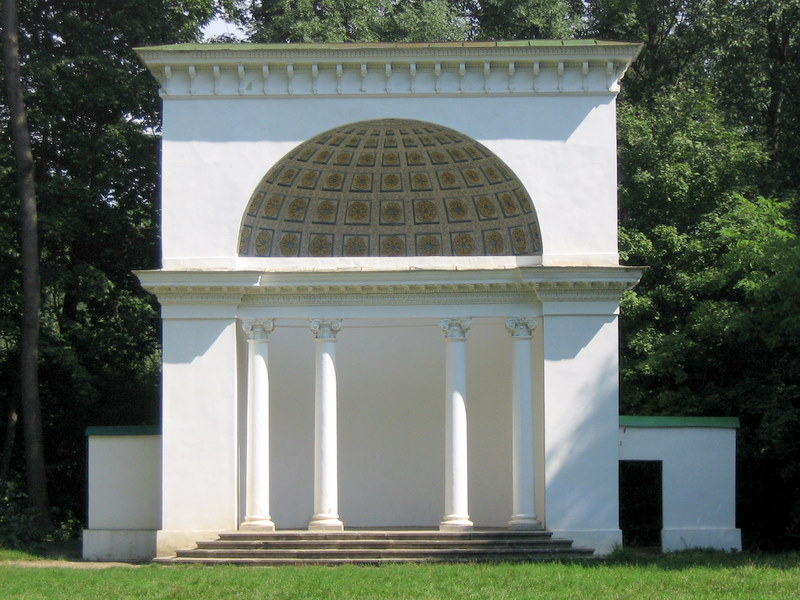
Конха в Александрийском дендропарке